# علاء البيطار
علاء البيطار هو مسرحي وممثل صوت لبناني.

## فيلموغرافيا

### مسرحيات
- شوكولاتة[1]

### أدوار الدبلجة
- تشيكن ليتل (النسخة العربية الفصحى)
- فيلم ستيتش (النسخة العربية الفصحى)
- ليروي وستيتش (النسخة العربية الفصحى)